# 张雨绮
张雨绮（1987年8月8日—），原名张爽，山东德州人，中国大陆演员、歌手、主持人，中国女子音乐组合X-SISTER成员。

## 生平
张雨绮毕业于上海戏剧学院附属戏曲学校。2005年18岁时，拍摄了一支肯德基广告，因而被周星驰相中，签约星辉公司。2008年，出演周星馳科幻电影《長江7號》。2010年9月，向星輝公司提出解约。2012年10月，在与星辉公司的解约案正式了结后，张雨绮成立个人工作室。

## 个人生活

### 感情
2009年6月，上海电影节“华谊之夜”在外滩兰会所举行，张雨绮经华谊总裁王中磊介绍认识汪小菲，两人迅速恋爱。张雨绮在汪小菲帮助下结束与周星驰公司星辉的纠纷，跳槽到华谊。2010年10月28日，汪小菲和大S订婚消息传出后，张雨绮在微博发文承认分手：“我和汪小菲的感情已经结束了。分开主要是两人性格不太合适，彼此有一段时间不大联系，也不知对方状况，我也是和大家一起知道了这个消息。我相信这是好事儿。他很出色，我由衷祝他幸福！”汪小菲隔日正式宣布和大S订婚。12月，面对媒体关于汪小菲与大S恋爱的提问，张雨绮回答：“我不过是经过一次失败的感情，没有失意，我也没有失身，一切都很好。”
2010年9月起，张雨绮开始拍摄《白鹿原》，随后与导演王全安相恋四个月，于2011年4月18日在西安领证结婚。2013年，两人在马尔代夫补办婚礼。2014年9月10日，王全安因嫖娼在北京被捕。2015年3月，张雨绮被卓伟曝光与一男子私会三天三夜。2015年7月2日，张雨绮在微博发文，宣布与王全安离婚。
2016年10月26日有网友曝光了张雨绮的新恋情，随后张雨绮工作室在微博称张雨绮已与这位先生领证，并称二人相识十天相恋，七十天后就结婚。张雨绮第二任丈夫名叫袁巴元（1973年11月27日－），公司做服装生意。卓伟接获袁巴元邻居爆料，指张雨绮是小三。张雨绮回应称袁无婚史，育有一女，后放出继女与自己的合影，引发其生母、艺人葛晓倩微博发声：「自欺欺人，别再拿我孩子作秀了。」葛晓倩还在微博称袁巴元当时处于创业阶段，因此仅和他在2014年举办了婚礼而未领证。2017年1月5日，葛晓倩将袁巴元告上法庭，要求女儿抚养权和袁巴元承担抚养费，并称袁巴元用哄骗手段规避了和葛晓倩结婚以及给女儿上户口的正常程序。此外，袁巴元婚后被质疑其简历造假，被曝有过两次失信记录，拖欠员工工资和400万元工程款，在新加坡欠下近千万赌债等。袁發律師函否認千万赌债。10月，两人子女在美国出生；张雨绮称之为龙凤胎，「优点娱乐」和葛晓倩称其中一胎为代孕。
2018年9月24日，张雨绮与袁巴元发生家庭纠纷，过程中张用水果刀划伤男方背部。9月27日，经纪人杨天真通过微博代其发布离婚声明。11月27日，张雨绮在微博发文：“一个单身女人是可以接受全世界单身男人的追求的 ，包括她的前夫。”承認與前夫袁巴元复合。2019年1月6日，袁巴元在微信朋友圈曝光张雨绮婚内出轨，離婚後復合期間又与刚认识两天的新加坡商人张钱豪在上海W酒店开房。张雨绮在微博回应，“自由之身，与谁约会都是我的权利”，但否认「头天认识第二天上床」和有狐臭，最后称：「爱过，认。恨，也是真的。请袁先生把欠我的几千万还我，咱们此生不复相见」。袁巴元在微博回应五千万为离婚协议赡养费，指责张雨绮言辞混淆视听。2月1日，有网友目击张雨绮与一对龙凤胎、保姆、袁巴元、张钱豪一同搭机出行，袁巴元和张钱豪交谈一小时，但袁巴元事后回应媒体称：「你看到的就是真的吗？」此后张雨绮和张钱豪交往，约在2020年中分手。
2021年，张雨绮參加《乘風破浪的姐姐》衍生節目《姐姐的愛樂之程》，與小提琴手李柄熹传出恋情。7月底，两人公开恋情并一同参加真人秀《女兒們的戀愛》，中途张雨绮因不滿節目通过“踩”男友来“夸”自己的剪辑，宣布退出錄製。她在转发节目组声明时写道：“无论是恋人还是普通朋友亦或者是合作伙伴，我都会做出这样的选择。 过去的合作很美好，未来依旧愿意以诚相待。”被解读为情变。11月底，张雨绮被拍到和演员张墨怀（原名：吕勇卓）进入婚纱摄影店并亲密拥抱，李柄熹发文“要酷一点”，暗示已经与张雨绮分手。
2022年5月，张雨绮与于适被拍同游，传出绯闻。2024年9月，张雨绮在综艺《脱口秀和Ta的朋友们》影射和于适交往期间被劈腿，话题延烧后引发袁巴元前任葛晓倩再度批判，指张当年也是小三，如今反而道德审判别人。
2024年7月，狗仔「張小寒」曝光張雨綺与CBA球員劉子琪恋情。
此外，张雨绮还曾和冯德伦、汤珈铖、王珂传出绯闻。

### 其他
2010年7月25日，有网友在论坛发帖称拍到张雨绮与男友在车内热吻，事後證明系烏龍，照片中女主角是一名叫嘉佳的模特。嘉佳向媒体承认了将照片发到网上是为了炒作自己，让自己的星路更平坦一些。
2020年7月22日张雨绮于微博讲述自己遭遇泥石流，但由于警方的救助，所幸并未受伤。
2022年6月10日，张雨绮在评论唐山烧烤店打人事件时发布评论，批评围观的男性不作为，表示中国男人都应该去服兵役，并讽刺中国男人因受战狼的影响去攻击女人的言论引发争议，被部分网民批评是“宣扬性别对立”。

## 影视作品

### 电影
註：表中日期為影片原產地之公開上映日
| 上映年份 | 电影名         | 角色               |
| 2007年   | 夜。上海       | 化妆助理           |
| 2008年   | 长江7号        | 袁老师             |
| 2008年   | 少林少女       | 刘敏敏             |
| 2008年   | 女人不坏       | 唐露               |
| 2009年   | 跳出去         | 彩凤               |
| 2009年   | 财神到         | 吴珊珊（533）      |
| 2010年   | 荒村公寓       | 欧阳小枝（黄小枝） |
| 2011年   | 刀见笑         | 寐娘               |
| 2012年   | 白鹿原         | 田小娥             |
| 2012年   | 钱学森         | 蒋英               |
| 2014年   | 親愛的         | 樊芸               |
| 2015年   | 情敌蜜月       | 夏小雨             |
| 2016年   | 蒸发太平洋     | 若欣               |
| 2016年   | 美人鱼         | 李若蘭             |
| 2017年   | 不期而遇       | 李心               |
| 2017年   | 降魔傳         | 菁菁/玉女          |
| 2017年   | 妖貓傳         | 春琴               |
| 2019年   | 最佳男友进化论 | 文静               |
| 2021年   | 我和我的父辈   | 小胖母亲           |
| 2024年   | 逆鳞           | 苏笑               |
| 2025年   | 笑傲江湖       | 東方不敗           |

### 电视剧
| 首播年份     | 剧名               | 角色      | 備註                   |
| 首播時間不詳 | 麻辣教师/麻辣教师2 | 仙格格    | 东方少儿频道儿童情景剧 |
| 2006年       | 浴火凤凰           | 未知      |                        |
| 2008年       | 格格的女儿         | 夏思纯    |                        |
| 2017年       | 幻城凡世           | 洛洛      | 網絡劇                 |
| 2019年       | 幕后之王           | 辛惠美    |                        |
| 2020年       | 龙岭迷窟           | Shirley杨 | 網絡劇                 |
| 2020年       | 旗袍美探           | 黎惠蘭    | 客串                   |
| 2020年       | 拆案               | 公輸春    | 網絡劇                 |
| 2021年       | 云南虫谷           | Shirley杨 | 網絡劇                 |
| 2022年       | 加油！妈妈         | 周南南    |                        |
| 2022年       | 昆仑神宫           | Shirley杨 | 網絡劇                 |
| 2023年       | 繁华似锦           | 苏沫      |                        |
| 2023年       | 欢迎来到麦乐村     | 武梅      |                        |
| 2023年       | 南海归墟           | Shirley杨 | 網絡劇                 |
| 2024年       | 墨雨云间           | 烏蘭      | 網絡劇                 |
| 2025年       | 绽放的许开心       | 许开心    |                        |

### 綜藝節目
| 年份   | 播放日期                | 電視頻道                           | 節目名稱                 | 備註                     |
| 2008年 | 11月29日                | 腾讯视频、芒果TV                   | 《天下女人》             | 嘉賓（和周迅、桂綸鎂）   |
| 2009年 | 12月20日                | 腾讯视频、芒果TV                   | 《背後的故事》           | 嘉賓（星女郎）           |
| 2012年 | 10月18日                | 天津卫视、腾讯视频                 | 《中國麗人》             | 嘉賓                     |
| 2013年 | 06月14日                | 星尚频道、腾讯视频                 | 《对话优雅》             | 訪談                     |
| 2013年 | 11月3日                 | 北京卫视、腾讯视频                 | 《最佳現場》             | 訪談                     |
| 2015年 | 06月10日                | 东方卫视、腾讯视频                 | 《左右時尚》             | 訪談                     |
| 2015年 | 08月8日、08月15日       | 东方卫视、愛奇藝、腾讯视频、芒果TV | 《女神新装》             | 嘉賓（第1、2期）         |
| 2015年 | 07月8日－09月30日       | 辽宁卫视、愛奇藝                   | 《壯志凌雲》             | 常駐嘉賓                 |
| 2016年 | 02月5日、02月12日       | 浙江衛視                           | 《二十四小時》           | 嘉賓                     |
| 2016年 | 04月29日、04月30日      | 愛奇藝                             | 《奇葩说》第三季         | 嘉賓                     |
| 2016年 | 05月27日                | 浙江衛視                           | 《奔跑吧兄弟》第四季     | 嘉賓（第7期）            |
| 2016年 | 03月25日                | 浙江衛視                           | 《王牌对王牌》           | 嘉賓（第9期）            |
| 2018年 | 01月28日                | 腾讯视频                           | 《吐槽大会》第二季       | 嘉賓（第8期）            |
| 2018年 | 06月23日－09月8日       | 优酷视频                           | 《周六夜现场》（中国版） | 常駐嘉賓                 |
| 2018年 | 07月16日                | 腾讯视频                           | 《明星健身房》第二季     | 嘉賓（第1期）            |
| 2018年 | 08月26日－10月28日      | 腾讯视频                           | 《心动的信号》           | 常駐嘉賓                 |
| 2018年 | 11月17日－2019年3月17日 | 优酷视频                           | 《挑戰吧！太空》         | 常駐嘉賓                 |
| 2019年 | 03月17日－05月19日      | 腾讯视频                           | 《我和我的经纪人》       | 常駐嘉賓                 |
| 2019年 | 08月3日－10月25日       | 浙江衛視                           | 《各位遊客請注意》       | 常駐嘉賓                 |
| 2019年 | 12月17日                | 腾讯视频                           | 《Beauty小姐》第二季     | 嘉賓                     |
| 2020年 | 06月12日－09月4日       | 湖南衛視、芒果TV                   | 《乘風破浪的姐姐》       | 參賽者，最後成團出道。   |
| 2020年 | 07月22日、07月29日      | 騰訊視頻                           | 《脱口秀大会》第三季     | 領笑員（第1、2期）       |
| 2020年 | 10月23日－2021年1月22日 | 湖南衛視、芒果TV                   | 《姐姐的愛樂之程》       | X-SISTER，成團後的團綜。 |
| 2021年 | 01月31日－02月14日      | 騰訊視頻                           | 《吐槽大會》第五季       | 嘉賓（第1-3期）          |
| 2021年 | 03月10日－05月14日      | 騰訊視頻                           | 《姐姐妹妹的武館》       | 館長                     |
| 2021年 | 04月24日－至今          | 湖南衛視                           | 《快樂大本營》           | 常駐嘉賓                 |
| 2021年 | 07月31日－10月          | 芒果TV                             | 《女兒們的戀愛》第四季   | 固定嘉賓                 |
| 2022年 | 6月24日                 | 爱奇艺                             | 《萌探探探案2》 第五集   | 嘉賓                     |
| 2024年 | 8月20日－10月23日       | 騰訊視頻                           | 《脫口秀和Ta的朋友們》   | 笑友團                   |

## 奖项与荣誉

### 电影
| 年份 | 頒獎典禮                    | 獎項                   | 剧名           | 角色   | 結果 |
| 2009 | 第28届香港电影金像奖        | 最佳新演员             | 女人不坏       | 唐露   | 提名 |
| 2009 | 第4届香港電影導演會年度大獎 | 年度新晋演员(铜)       | 女人不坏       | 唐露   | 獲獎 |
| 2012 | 第8届中美电影节             | 最佳女主角             | 白鹿原         | 田小娥 | 獲獎 |
| 2013 | 第20届北京大学生电影节      | 最受大学生欢迎女演员   | 白鹿原         | 田小娥 | 獲獎 |
| 2013 | 第13屆华语电影传媒大奖      | 观众票选最受瞩目女演员 | 白鹿原         | 田小娥 | 提名 |
| 2013 | 第14屆中國電影金鳳凰獎      | 学会奖                 | 钱学森、白鹿原 |        | 獲獎 |
| 2017 | 香港专业电影摄影师学会      | 最有魅力女艺人奖       |                |        | 獲獎 |
| 2017 | 第36屆香港電影金像獎        | 最佳女配角             | 美人魚         | 李若蘭 | 提名 |
| 2018 | 第十二屆亞洲電影大獎        | 最佳女配角             | 妖貓傳         | 春琴   | 獲獎 |

### 其他
- 2009年6月6日，2009星尚大典“星尚红毯先锋人物”[49]
- 2009年福布斯中国名人排行榜第87名[50]
- 2013年11月8日，2013BQ红人榜“年度红人”